# Xã Center, Quận Snyder, Pennsylvania
Xã Center (tiếng Anh: Center Township) là một xã thuộc quận Snyder, tiểu bang Pennsylvania, Hoa Kỳ. Năm 2010, dân số của xã này là 2.458 người.